# Bhramari
Bhramari je hinduistička božica te inkarnacija božice Šakti. Njezino ime znači „božica pčelâ” ili „božica crnih pčelâ”. Povezana je s pčelama i osama te ju obično prikazuju s trozubom, mačem i štitom.
Deseta knjiga te trinaesto poglavlje teksta Devi-Bhagavata Purana detaljno spominju Bhramari. Prema tom tekstu, ona je pobijedila moćnog demona Arunasuru, koji je htio pobijediti bogove.

## Poveznice
- Mellona — rimska božica povezana s medom